# Giuseppe Lahoz Ortiz
Giuseppe Lahoz Ortiz (ou Giuseppe La Hoz) (né en Lombardie en 1766 et mort à Ancône, le 13 octobre 1799) est un général italien.

## Biographie
Joseph Ortiz Lahoz est né dans une famille aristocratique d'origine espagnole vivant en Lombardie, il commence sa carrière dans l'armée impériale autrichienne. Il adhère aux idées jacobines, puis en 1796, lors de l'intervention de Napoléon en Italie, il quitte l'armée autrichienne pour rejoindre l'armée française. Une mention indique alors son âge, trente ans, mais pas son lieu de naissance.

### Général napoléonien
Dans l'armée jacobine, Lahoz devient commandant de la Légion lombarde napoléonienne, et après s'être fait remarquer lors de la répression de l'insurrection vénitienne, il est nommé général de brigade de l'armée cisalpine (avril 1797). Après le traité de Campo-Formio (17 octobre 1797) il devient un des plus fervents défenseurs de la démocratie et il s'oppose à la politique française en Italie : il est l'un des principaux opposants au coup d'état de l'ambassadeur français à Milan, Claude-Joseph Trouvé (30 août 1798) et il se rend à Paris pour protester contre la politique du Directoire à l'encontre de la République cisalpine.

### Insurgé
En mai 1799, déçu par les Français, Giuseppe Lahoz quitte l'armée française et rejoint les rebelles anti-français dans les Marches où il devient leur chef. Sous la direction de Lahoz, l'insurrection des Marches prend l'aspect d'une guerre régulière en raison notamment de l'arrivée, le 17 mai 1799, d'une flotte russo-turque au large des côtes d'Ancône, où s'est réfugiée l'armée française du général Jean-Charles Monnier. Lahoz meurt, le 10 octobre 1799, des blessures reçues au combat au cours d'une sortie effectuée par les assiégés français. Lahoz fut l'un des fondateurs de la Società dei raggi (it).